# L'Embellie (album de Calogero)
Pour les articles homonymes, voir L'Embellie.
Albums de Calogero
Pomme C
(2007) V.O.-V.S.
(2010)
Singles
1. C'est dit
Sortie : 16 février 2009
2. L'Ombre et la Lumière 
(en duo avec Grand Corps Malade)
Sortie : 2009
3. La Fin de la fin du monde
Sortie : 2009
4. Passage des cyclones
Sortie : 2010
5. Nathan
Sortie : 2010
6. C'est d'ici que je vous écris
Sortie : 2010
7. La bourgeoisie des sensations
Sortie : 2011

L'Embellie est le cinquième album studio de Calogero, paru le 20 avril 2009. Cet opus est porté par un premier single intitulé C'est dit, écrit par Jean-Jacques Goldman.
Pour cet album Calogero s'est entouré de nouveaux auteurs à très grande majorité masculins : Dominique A pour La fin de la fin du monde, J'attends et Passage des cyclones, Dick Annegarn pour Tu es fait pour voler et Tu n'as qu'à m'attraper, Kent pour L'embellie, Grand Corps Malade pour L'ombre et la lumière, Pierre Lapointe pour La bourgeoisie des sensations, Marc Lavoine pour Nathan, Piero Pelù pour Il conte et Jean-Jacques Goldman pour C'est dit. Calogero a lui-même écrit un texte pour la première fois dans sa carrière solo (Je me suis trompé). Enfin Alana Filippi, auteur de En apesanteur, ici de L'ombre et la lumière, et Gioacchino, frère du chanteur, pour Il conte, complètent cette liste.
Cet album est devenu no 1 des albums vendus lors de la semaine du 20 au 27 avril 2009 (première semaine d'exploitation de l'opus).
L'album est certifié triple disque de platine pour plus de 300.000 exemplaires vendus.

## Liste des titres[1]
| No  | Titre                                                  | Paroles                            | Musique                    | Durée |
| --- | ------------------------------------------------------ | ---------------------------------- | -------------------------- | ----- |
| 1.  | La fin de la fin du monde                              | Dominique A                        | Calogero                   | 3:50  |
| 2.  | C'est dit                                              | Jean-Jacques Goldman               | Calogero                   | 3:30  |
| 3.  | L'Ombre et la lumière (en duo avec Grand Corps Malade) | Grand Corps Malade - Alana Filippi | Calogero                   | 4:12  |
| 4.  | Je me suis trompé                                      | Calogero                           | Calogero                   | 3:00  |
| 5.  | La Bourgeoisie des sensations                          | Pierre Lapointe                    | Calogero - Pierre Lapointe | 3:48  |
| 6.  | J'attends                                              | Dominique A                        | Calogero                   | 5:28  |
| 7.  | Passage des cyclones                                   | Dominique A                        | Calogero - Gioacchino      | 4:02  |
| 8.  | Nathan                                                 | Marc Lavoine                       | Calogero                   | 3:50  |
| 9.  | Tu es fait pour voler                                  | Dick Annegarn                      | Calogero                   | 4:15  |
| 10. | Tu n'as qu'à m'attraper                                | Dick Annegarn                      | Calogero                   | 3:12  |
| 11. | Il conte                                               | Piero Pelù                         | Gioacchino                 | 3:43  |
| 12. | L'Embellie                                             | Kent                               | Calogero - Olivier Marly   | 5:16  |

## Classements
| Pays          | Meilleure position |
| ------------- | ------------------ |
| France        | 1                  |
| Belgique (fr) | 1                  |
| Suisse        | 9                  |